# Car-bomba
Car bomba (rus. Царь-бомба) je nadimak za RDS-220 hidrogensku bombu (kodnog imena Ivan, po svom konstruktoru). To je najjače nuklearno oružje ikad detonirano. Napravljena od strane SSSR-a, bomba je u početku trebalo da ima snagu od 100 megatona TNT-a, no zbog prevelikog rizika od zračenja i širenja reaktivnih čestica atmosferom, snaga se prepolovila. Izgrađene su dve bombe, jedna prava i jedna kopija. 

## Test
Bomba je testirana 30. oktobra 1961. godine u tačno 11:32 po lokalnom vremenu na arhipelagu Nova Zemlja. Bomba je bila teška 27 tona, bila je dugačka 8 m, a obim joj je bio 2m. Bila je tako velika da nije mogla da stane u najveći bombarder tog vremena, zbog čega su na bombarderu napravljene određene izmene.
Bomba je bačena sa visine od oko 10.5 km a detonirala na 4 km iznad zemlje. Vatrena kugla koja je tada nastala bila je široka 8 km, a pečurka nastala posle eksplozije bila je visoka 65 km, a pri dnu široka oko 40 km. Oblast u prečniku od 35 km oko bombe bila je potpuno razorena. Nikada nije ušla u vojnu službu i bila je samo kao demonstracija sovjetske moći i tehnologije u to vrijeme.